# Kootenay (fiume)
Il Kootenay o Kootenai è un fiume dell'America settentrionale, lungo quasi 800 chilometri. Nasce sulle Montagne Rocciose Canadesi, dapprima scorre 
Columbia Britannica sudorientale (Canada) e poi nel nord di Montana e Idaho (Stati Uniti d'America), infine confluise nel Columbia.